# تيد فلمنج
تيد فلمنج (بالإنجليزية: Ted Fleming)‏ هو لاعب كرة قدم أسترالية أسترالي، ولد في 25 يناير 1886 في إتشوكا في أستراليا، وتوفي في 17 مايو 1909 في Carlton, Victoria ‏ في أستراليا.

## وصلات خارجية
- تيد فلمنج على موقع AustralianFootball.com (الإنجليزية)
- تيد فلمنج على موقع AFLtables.com (الإنجليزية)